# Tanquana archeri
Tanquana archeri là một loài thực vật có hoa trong họ Phiên hạnh. Loài này được (L. Bolus) L. Bolus miêu tả khoa học đầu tiên năm 1986.